# Jestřábník věsenkovitý

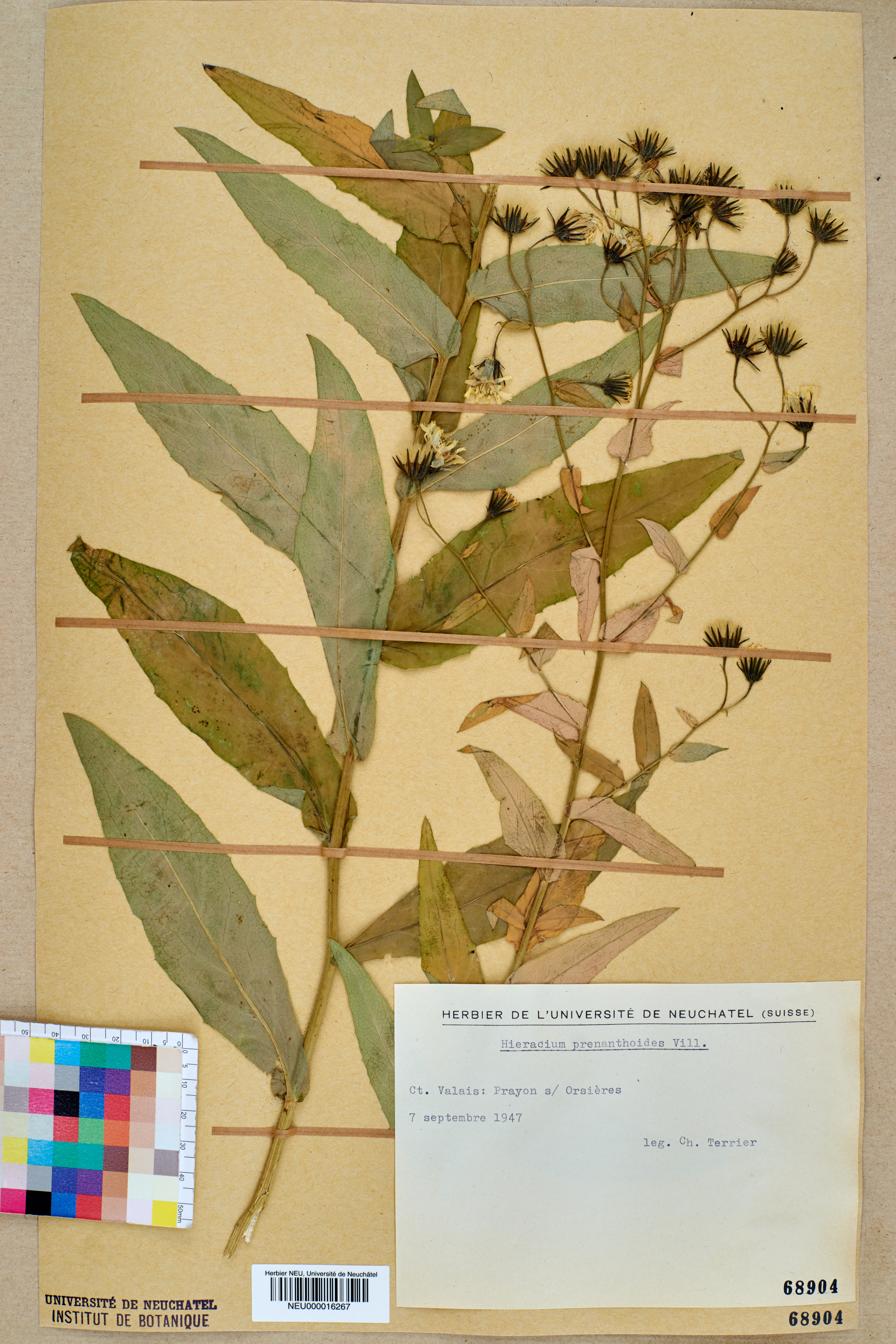
Herbářová položka jestřábníku věsenkovitého

Jestřábník věsenkovitý (Hieracium prenanthoides) je vytrvalá, žlutě kvetoucí, planě rostoucí rostlina hor a podhůří, jeden z velkého počtu druhů rodu jestřábník. Je zástupcem skupiny horských druhů jestřábníků a v české přírodě se vyskytuje okolo 20 odvozených vedlejších druhů. Sám je velice variabilní a bylo popsáno mnoho jeho subspecií.

## Rozšíření
Druh se vyskytuje v pásu od Grónska přes Island, Britské ostrovy, Skandinávii a sever Ruska až po Ural. V Evropě dále ve více či méně izolovaných arelách vyrůstá ve vyšších polohách od Pyrenejí přes Alpy, Sudety (Krkonoše, Orlické hory, Králický Sněžník, Hrubý Jeseník) a Západní Karpaty (Malá Fatra, Velká Fatra, Tatry a přesah do Polska), vzácně i v pohořích Balkánského poloostrova. Ostrůvkovitě se vyskytuje i v horských oblastech Turecka, Íránu a na severozápadě Indie a Číny.

## Ekologie
Ve Střední Evropě vyrůstá převážně v místech nacházejících se nad hranici lesa, ve společenstvech horských luk a vysokostébelných niv. Obvykle roste v lesních lemech kyselých doubrav a borů, na slunných kamenitých svazích, v prosvětlených křovinách, na vřesovištích, písčinách a v lomech, na suchých až vlhkých loukách nebo na okrajích komunikaci. Vyhovují mu kamenité, písčité i hlinité, kyselé až neutrální, obvykle živinami chudé půdy.
V české přírodě se vyskytuje v termofytiku a mezofytiku, v chladné a vlhkém oreofytiku je hodně vzácný. Roste obvykle podél říčních toků, nejčastěji na stráních a skalnatých biotopech nad říčním údolím. Bývá nalézán tíž v karech, v prosvětlených horských lesích a na jejích okrajích, v porostech kosodřeviny a řídkých světlých křovinách.

## Karyologie
Jestřábník věsenkovitý se vyskytuje ve třech ploidních úrovních, diploidní (2n = 18) jsou rostliny vyskytující se ve Francouzských Alpách, tetraploidní (2n = 36) byly zjištěn u rostlin pocházejících z Islandu a triploidní (2n = 27) se vyskytující na zbytku území, včetně Krkonoš, Jeseníků i Západních Karpat. V poslední době byly nalezeny tetraploidní populace i v Jeseníkách.

## Popis
Vytrvalá bylina s přímou, jednoduchou, hustě olistěnou lodyhou vyrůstající z oddenku bez nadzemních plazivých výběžků. Lodyha bez listové růžice bývá 30 až 120 cm vysoká, spodní část má lysou a horní řídce a nepravidelně porostlou chlupy jednoduchými, se stopkatými žlázkami i hvězdovitými. Je porostlá 10 až 30 listy částečně objímavými nebo jen s oušky, listy jsou tuhé, celokrajné nebo jemně či hrubě nepravidelně zubaté, na okraji podvinuté a na konci špičaté. Listové čepele mají na spodní, bledě zelené straně vyniklou žilnatinou a jsou po okrajích a na žilkách drsně chlupaté, na horní straně jsou tmavě zelené a nejčastěji lysé. Čepele bývají úzce podlouhlé, úzce eliptické či úzce kopinaté, houslovitě stažené, obvykle objímavé, u dolních listů s krátkými křídlatými řapíky jsou dlouhé 6 až 12 cm a široké 1 až 1,5 cm. Směrem vzhůru se všechny listy zmenšují, spodní listy jsou v době kvetení již suché.
Středně velké květní úbory s chlupatými stopkami jsou v počtu 10 až 25 uspořádány do staženého chocholičnatého vrcholíku. Oboupohlavné, souměrné, jazykovité květy mají plochou, žlutou, asi 2 cm dlouhou liguli na konci zubatou a krátce obrvenou, čnělka a bliznová ramena jsou sytě žlutá. Válcovitý až vejčitý dvouřadý zákrov, asi 1 cm dlouhý, je tvořen čárkovitě kopinatými, střechovitě uspořádanými listeny s tupým hrotem, vnější jsou v horní části nazpět ohnuté, jejich barva je tmavě zelená a jsou obvykle zcela lysé.
Rostlina kvete poměrně pozdě, od srpna do září, k oplodnění dochází převážně apomikticky. Plody jsou světle hnědé, 3,5 mm dlouhé, podélně rýhované, oblé nažky s dvouřadým chmýrem, ve který se přeměnil vytrvalý kalich.

## Rozmnožování
Pro jestřábník věsenkovitý, stejně jako pro většinu jestřábníků, je typická apomixie. Je to asexuální způsob reprodukce, kdy při tvorbě semen nedochází ke splynutí pohlavních buněk. Zárodečný vak vzniká mitotickým dělením samičí buňky při potlačené meióze. Vznikají tak klíčivá semena, aniž byly květy opyleny. Vzniklé potomstvo je geneticky shodné s rodičovskou rostlinou. Triploidní a tetraploidní jedinci se rozmnožují apomikticky, pouze diploidní, obvykle vázání na malé reliktní areály, se rozmnožují klasicky, sexuálně.

## Ohrožení
Horské jestřábníky postupně mizí z české přírody, ztrácejí se jim k růstu vhodné plochy. Potřebují místa s malou konkurencí jiných trav a bylin, která bývají mírně narušována. S přihlédnutím k trvalému úbytku kvetoucích rostlin byl jestřábník věsenkovitý zařazen v "Červeném seznamu cévnatých rostlin České republiky z roku 2012" mezi druhy silně ohrožené (C2b).